# بول جوانو
بول جوانو (بالبرتغالية: Paul Jouanneau) (مواليد 17 مارس 1959) هو سبّاح برازيلي، مثّل بلاده في الألعاب الأولمبية الصيفية 1976.

## روابط خارجية
بول جوانو على موقع الاتحاد الدولي للسباحة (الإنجليزية)
- بول جوانو على موقع SwimRankings.net (الإنجليزية)
- بول جوانو على موقع اللجنة الأولمبية الدولية (الإنجليزية)
- بول جوانو على موقع أوليمبيديا (الإنجليزية)